# Arbe (città)
Arbe (in croato Rab; in greco antico: Άρβα?, Arba) è una città di 7 168 abitanti della Croazia, capoluogo dell'isola omonima.

## Geografia fisica

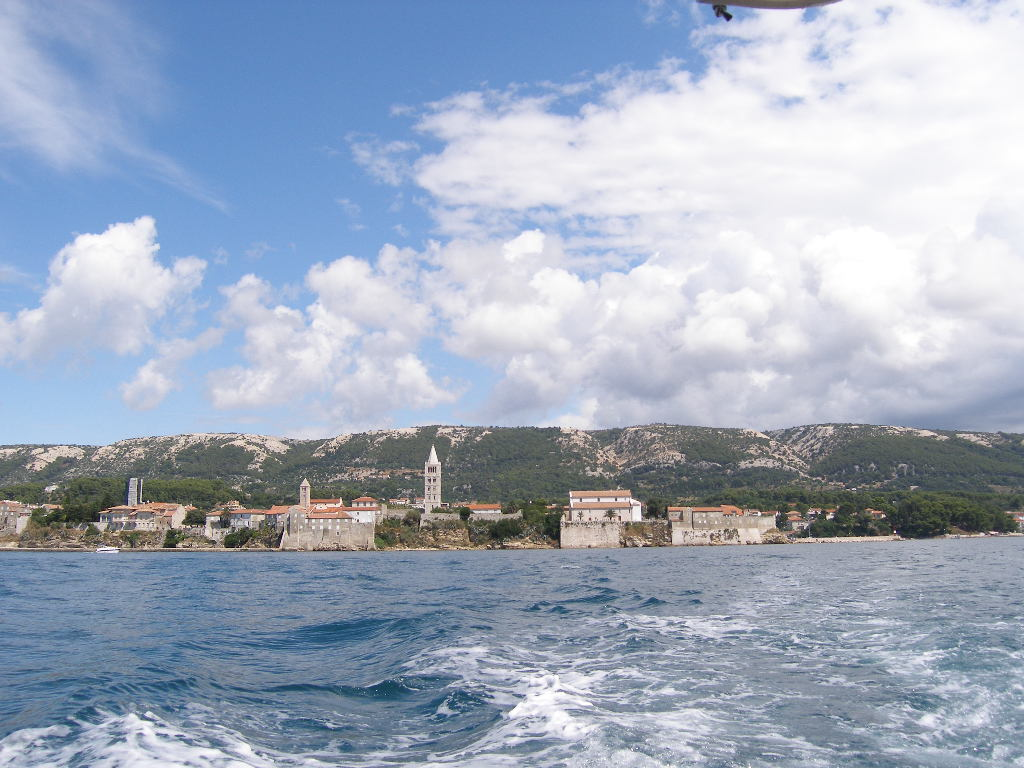
La città di Arbe vista dal mare

La città è situata sulla costa occidentale dell'isola omonima.

## Storia
Il sito era abitato già dai Liburni e frequentato dagli antichi Greci, ma fu in epoca romana che il centro assunse un'impronta indelebile e si sviluppò notevolmente, prima come oppidum ed in seguito come municipium. Fu allora che si consolidò l'uso dell'antico nome Arba, riferito sia alla città che all'isola. In seguito fu chiamata anche Arbia, Arbiana ed infine Arbe. Il derivato toponimo croato Rab si riscontra per la prima volta solo dalla metà del XV secolo.

Pare accertato che Arbe divenne sede di diocesi già dal 530. Su richiesta del locale vescovo, nel 1177, fu papa Alessandro III (durante una sosta nel viaggio di ritorno da Zara a Venezia) a consacrare personalmente la nuova cattedrale di Arbe, detta di Santa Maria Maggiore. La diocesi fu infine soppressa nel 1828 per essere aggregata a quella di Veglia.

Nel corso del IX secolo Arbe riuscì a costituirsi come comune autonomo, nonostante la continuità peraltro sempre più nominale della sovranità bizantina, e la pressante ingerenza dalla terraferma del neonato regno croato. Il compromesso, su volere dello stesso imperatore bizantino, fu il versamento di un tributo annuale al re croato in cambio della pace e dell'autonomia cittadina. Ciò avvenne dalla fine del IX secolo fino agli albori dell'anno 1000, quando in seguito alla spedizione del Doge di Venezia Pietro II Orseolo, anche Arbe riconoscerà la sovranità adriatica di Venezia, pur sempre nell'ambito del formale dominio bizantino. Ma questa prima dedizione a Venezia non fu stabile e duratura. Un secolo dopo, nel 1102 il regno croato venne definitivamente inglobato da quello ungherese, atto a cui seguì un lungo e convulso periodo in cui si alternarono sulla città il dominio ungherese e quello veneto (con ciò garantendo il mantenimento di una certa autonomia comunale), fino al 1409 quando Venezia rimase stabilmente l'unica governante fino al 1797.
In seguito alla prima guerra mondiale, l'isola passò al neonato Regno dei Serbi, Croati e Sloveni.

## Monumenti e luoghi d'interesse
- Cattedrale dell'Assunzione di Maria Vergine, romanica, fu consacrata 1177;
- Chiesa di Santa Croce, del XVI secolo;
- Chiesa di Santa Giustina
- Chiesa di San Nicola
- Chiesa di Sant'Andrea
- Chiesa di Sant'Antonio Abate, del XII secolo;
- Chiesa di San Francesco
- Palazzo Ducale
- Palazzo Dominis-Nimira, gotico-rinascimentale;
- Loggia, del 1509;

## Società

### La presenza autoctona di italiani
È presente una piccola comunità di italiani autoctoni che rappresentano una minoranza residuale di quelle popolazioni italofone che abitarono per secoli la penisola dell'Istria e le coste e le isole del Quarnaro e della Dalmazia, territori che appartennero alla Repubblica di Venezia. La presenza degli italiani a Arbe è drasticamente diminuita in seguito agli esodi che hanno seguito la prima e la seconda guerra mondiale.
La presenza degli italiani nella città di Arbe, che aveva raggiunto il suo apice in epoca veneziana, iniziò a declinare dalla seconda metà del XIX secolo sotto l'impulso di fattori sociali, politici e demografici. Notevole fu la migrazione verso le città di Pola e Fiume, a maggioranza italiana, che offrivano migliori condizioni di vita.
Secondo il censimento austro-ungarico del 1880, in quell'anno i cittadini arbesani di lingua italiana erano 567 su 811, ossia pari al 70% della popolazione. Da tali dati è però difficile trarre conclusioni sulla nazionalità, in quanto i censimenti austriaci rilevavano la lingua d'uso e non la lingua materna; tenendo conto che in ogni caso l'italiano godeva di maggior prestigio e che veniva utilizzato quotidianamente come lingua franca anche dai madrelingua croati (mentre al contrario pochissimi italiani parlavano "slavo"), per cui è possibile che la percentuale di italiani madrelingua fosse leggermente inferiore.
Nel censimento austriaco del 1900 gli italofoni di Arbe capoluogo risultavano drasticamente calati a 223 su 752 abitanti totali. Nel suo complesso in tutta l'isola si contavano 225 abitanti di lingua madre italiana e 4.296 di lingua serbo-croata. L'ultima amministrazione italiana di Arbe rimase in carica fino al 1904, per poi passare definitivamente il testimone ai partiti nazionali croati: il che conferma che al più tardi in quel momento gli italiani erano diventati minoritari ad Arbe città infatti il censimento del 1910 rilevò 151 cittadini la cui lingua d'uso era l'italiano.
Col passaggio dell'isola al neonato Regno dei Serbi, Croati e Sloveni in seguito alla prima guerra mondiale gran parte della popolazione italiana emigrò verso le vicine isole di Cherso e Lussino (che erano diventate italiane) oppure verso Trieste, Zara e l'Istria (parimenti passate all'Italia). Secondo il censimento croato del 2011 è presente una piccola minoranza italiana autoctona, lo 0,10% della popolazione complessiva.

### Lingue e dialetti
| %      | Ripartizione linguistica (gruppi principali) |
| ------ | -------------------------------------------- |
| 0,53%  | madrelingua bosniaca                         |
| 96,66% | madrelingua croata                           |
| 0,10%  | madrelingua italiana                         |
| 0,16%  | madrelingua serbo-croata                     |
| 0,55%  | madrelingua slovena                          |
| 0,73%  | madrelingua albanese                         |
| 0,33%  | madrelingua serba                            |

## Cultura
Ad Arbe sono presenti una scuola elementare e un ginnasio.

## Geografia antropica

### Frazioni
Il comune di Arbe è diviso in 7 insediamenti (naselja) di seguito elencati. Tra parentesi il nome in lingua italiana.
- Banjol (Bagnol[12] o Bagnoli[6])
- Barbat na Rabu (Barbato[13])
- Kampor (Campora[6][14])
- Mundanije (Mondaneo[13] o Mondanìa[6])
- Palit (Palit[6])
- Rab (Arbe), sede comunale
- Supetarska Draga (San Pietro[15] o Valle San Pietro[6])

## Economia
L'economia della città si basa sul turismo, commercio, agricoltura, pesca e artigianato.

## Amministrazione

### Gemellaggi
- San Leo
- Città di San Marino

## Sport
Sono presenti squadre di pallacanestro (KK Rab), pallamano (RK Rab), bocce (BK Albatros), pallanuoto (VK Arba) e altri sport (BK Mundanije).